# Heteronyx agrestis
Heteronyx agrestis är en skalbaggsart som beskrevs av Hermann Burmeister 1855. Heteronyx agrestis ingår i släktet Heteronyx och familjen Melolonthidae. Inga underarter finns listade i Catalogue of Life.